# La Roche-Blanche (Loire-Atlantique)
La Roche-Blanche é uma comuna francesa na região administrativa da Pays de la Loire, no departamento de Loire-Atlantique. Estende-se por uma área de 14,82 km². Em 2010 a comuna tinha 1 231 habitantes (densidade: 83,1 hab./km²).